# Centrum Nauczania Matematyki i Fizyki Politechniki Łódzkiej
Centrum Nauczania Matematyki i Fizyki Politechniki Łódzkiej (CMF) – ogólnouczelniana jednostka organizacyjna Politechniki Łódzkiej.
Centrum Nauczania Matematyki i Fizyki zostało powołane uchwałą Senatu Politechniki Łódzkiej z dnia 10 grudnia 2003 roku. Jego organizatorem i dyrektorem został dr Andrzej Just.
Do zadań Centrum należy prowadzenie zajęć dydaktycznych z matematyki i fizyki dla potrzeb podstawowych jednostek organizacyjnych Politechniki Łódzkiej, wydziałów, międzywydziałowych kolegiów, pozawydziałowych jednostek organizacyjnych oraz International Faculty of Engineering (Centrum Kształcenia Międzynarodowego), gdzie zajęcia prowadzone są w języku angielskim i francuskim. Podstawowymi jednostkami organizacyjnymi CMF są Rada Centrum oraz zespoły dydaktyczne: 3 zespoły matematyków i 1 zespół fizyków. Centrum Nauczania Matematyki i Fizyki posiada dwa laboratoria: powstałe w 2005 roku Laboratorium Fizyki dla studentów PŁ oraz Laboratorium Komputerowe. Działalność dydaktyczna Centrum obejmuje nie tylko bezpośrednie prowadzenie zajęć ze studentami, ale także działalność e-learningową (kształcenie na odległość): strony e-matematyka  i e-fizyka oraz  e-podręcznik „E-Matematyka dla studentów” udostępniony studentom na platformie Wikamp. CMF współpracuje ze szkołami patronackimi organizując wykłady z matematyki i fizyki. Prowadzi także kursy przygotowawcze do matury z matematyki i fizyki oraz zajęcia on-line. Centrum wspiera działalność Publicznego Liceum Politechniki Łódzkiej zapewniając opiekę merytoryczną oraz bazę laboratoryjną. Laboratorium Komputerowe Matematyki prowadzi zajęcia w ramach Uniwersytetu Dziecięcego PŁ.
W CMF działa Akademia GeoGebry, która jest częścią Międzynarodowego Instytutu GeoGebry, organizacji non-profit. Celami Akademii są innowacyjne metody dydaktyczne oparte na udostępnionym oprogramowaniu matematycznym GeoGebra.
Centrum prowadzi działalność promocyjną i popularyzatorską w zakresie zastosowań matematyki i fizyki: bierze udział w  Pikniku Naukowym w Warszawie (największej plenerowej imprezie naukowej w Europie) oraz w Festiwalu Nauki, Techniki i Sztuki w Łodzi.